# Per Grankvist
Per Johan Gunnar Grankvist, född 20 juli 1976, är en svensk journalist och författare. 

## Biografi
Grankvist är uppvuxen i Båstad. Han har bland annat recenserat böcker i Svenska Dagbladet och i tidningen Axxess. Han har varit hållbarhetsredaktör i Veckans Affärer och blev 2015 kolumnist i Sydsvenskan.
Han är (2023) sedan flera år bosatt i Stockholm där han är chefredaktör för faktatjänsten Vad vi vet. Han blev nominerad till årets journalist 2021. Han är också knuten till Viable Cities vid KTH, ett forskningsprogram om hållbara städer.
Han har skrivit fyra böcker och flera essäer. De senare har ofta inkluderats som extramaterial när böckerna utgivits i pocket. CSR i praktiken (2009) handlar om företagens roll i samhället och hur de tjänar pengar på att ta ansvar; den bygger på studier av 500 företag. Engagemang: Batman, Putnam och jag (2013) handlar om hur medborgerligt engagemang uppkommit och förändrats från början av 1800-talet fram till modern tid. Delar av boken bygger på hans erfarenheter och slutsatser av att ha varit aktiv i Barack Obamas presidentkampanj 2008.
I boken Lögnarna (2016) utreds lögnens funktion och betydelse i samhället. Boken innehåller självbiografiska partier med prov på egna lögner och hur de tagits emot. Den stora bubblan – hur tekniken formar vår världsbild (2018) handlar om hur algoritmer, falska nyheter och filterbubblor påverkar verklighetsuppfattningen. Den bygger bland annat på hans analyser av det amerikanska valet 2016, där han genom att studera partiernas filterbubblor kunde sluta sig till att Donald Trump skulle väljas som president. Grunden i boken är essän En värld av filterbubblor från hösten 2016.